# Fibula
Péroné

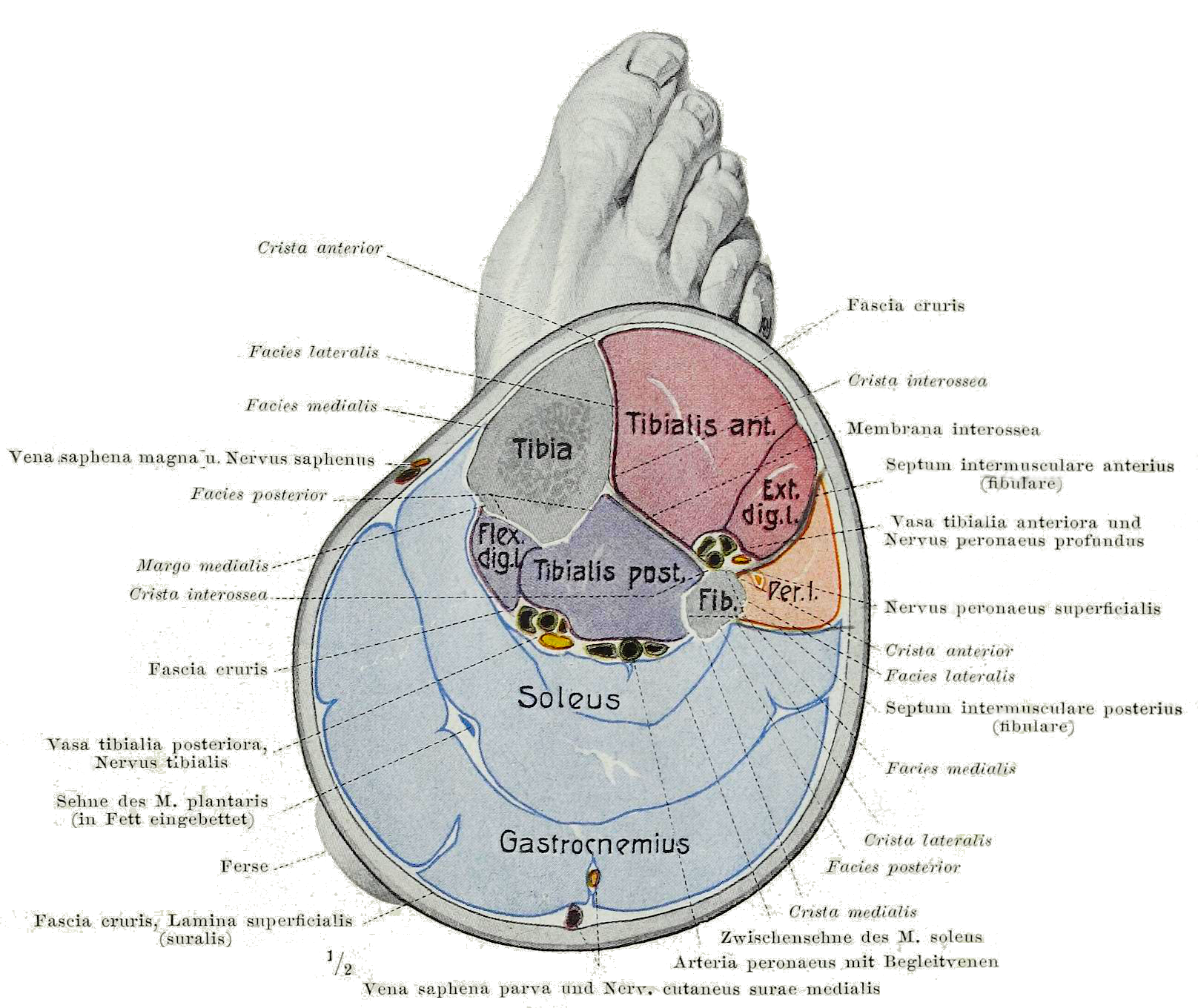
Vue en coupe de la jambe, montrant la fibula à droite (« Fib. ») (terminologie latine).

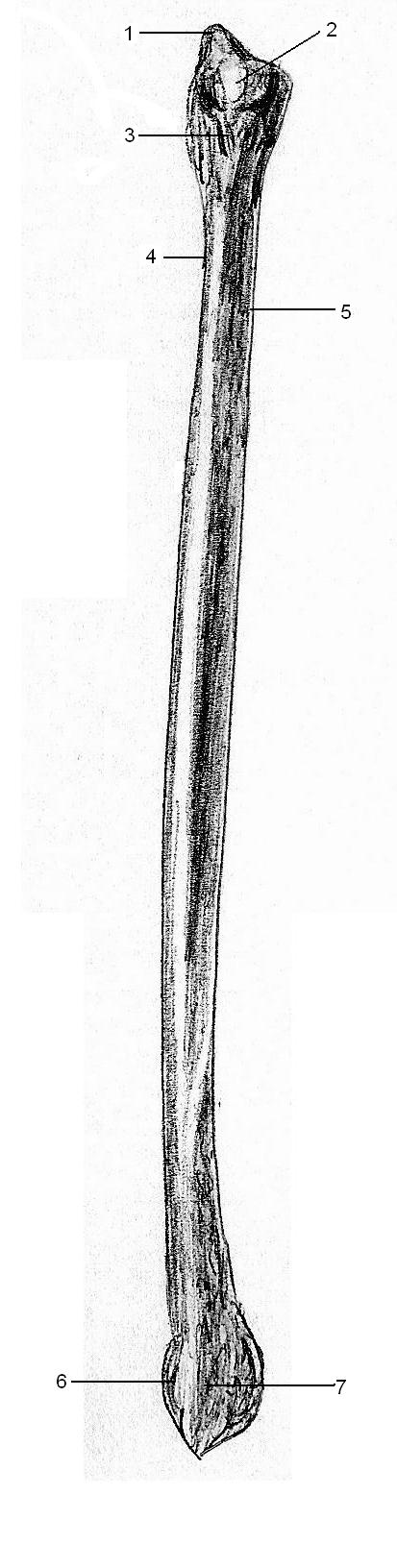
Schéma d'une fibula en vue latérale.

La fibula (du latin fibula, « fibule, aiguille ») — ou le péroné dans l'ancienne nomenclature, du grec ancien περόνη / perónê, « pointe, péroné, radius, épiphyse » — est un os long pair du membre inférieur. Il constitue avec le tibia le squelette de la jambe. Elle est située latéralement en arrière de ce dernier.
Elle s'articule avec le tibia au moyen de deux articulations : l'articulation tibio-fibulaire proximale en haut et l'articulation tibio-fibulaire distale en bas. Elle s'articule également avec le talus par l'articulation talo-crurale.

## Description
La fibula est un os asymétrique et grêle (le plus grêle des os long chez l'humain). Elle présente une torsion ventro-latérale dans sa partie inférieure.
Il est composé d'une diaphyse et de deux épiphyses proximale et distale.

### Épiphyse proximale
L'épiphyse proximale forme la tête fibulaire (ou tête du péroné). Elle forme un renflement conique ayant une base supérieure et avec un sommet tronqué qui forme le col de la fibula.
Sa face médiale présente une surface articulaire : la facette articulaire de la tête fibulaire qui répond à la facette articulaire fibulaire du tibia située sur le condyle latéral du tibia. À l'avant de cette surface articulaire, s'insère le ligament antérieur de la tête de la fibula et à l'arrière le ligament postérieur de la tête de la fibula.
Au-dessus de la surface articulaire, la fibula se prolonge par une saillie rugueuse : l'apex de la tête fibulaire (ou apophyse styloïde du péroné). Sur sa partie postérieur s'attache la partie postérieure du tendon du muscle biceps fémoral et sur son sommet le faisceau court du ligament collatéral fibulaire.
Sa face latérale est recouverte de rugosités donnant insertion aux muscles long fibulaire et soléaire.

### Diaphyse
La diaphyse de la fibula est triangulaire prismatique.
Étant très tordu sur lui même les faces et les bords ne sont pas très distinct et la littérature ne le décompose pas toujours de la même façon.
La nomenclature TA2 la plus récente lui distingue trois faces : latérale, médiale et postérieure et trois bords : antérieur, médial et postérieur qui ne correspondent pas exactement à la nomenclature TA98.

#### Face latérale
La face latérale est convexe en haut et se déprime en gouttière dans sa partie moyenne.
À l'avant de la gouttière s'insère le chef antérieur du muscle long fibulaire, et à l'arrière son chef postérieur.
Sur sa moitié inférieure s'insère le muscle court fibulaire.
Dans sa partie inférieure, la face latérale est marquée par une crête oblique en bas et en arrière qui délimite une zone antérieure sous-cutanée et une zone postérieure sur laquelle glissent les tendons des muscles court et long fibulaires.

#### Face médiale
La face médiale est divisée par la crête interosseuse de la fibula (correspondant au bord interosseux dans la nomenclature TA98). Cette crête divise la face en deux zones très allongées : les faces antéro-médiale et postéro-médiale de la fibula.
Dans la nomenclature TA98 la face antéro-médiale était la face médiale et la face postéro-médiale était intégrée à la face postérieure (TA98) entre le bord interosseux (TA98) et la crête médiale (TA98). Cette dernière correspondant au bord médial de la nomenclature TA2.
La face antéro-médiale donne insertion aux muscles long extenseur des orteils et long extenseur de l'hallux.
La crête interosseuse donne insertion à la membrane interosseuse de la jambe.
La face postéro-médiale donne insertion au muscle tibial postérieur et à l'inconstant muscle troisième fibulaire.

#### Face postérieure
La face postérieure dans la nomenclature TA2 correspond à la partie de la face postérieure de la nomenclature TA98 latérale à la crête médiale (TA98).
La face postérieure est étroite, convexe et rugueuse dans son tiers supérieur où elle donne insertion au muscle soléaire. Elle est plus large dans ses deux tiers inférieurs où elle donne insertion au muscle fléchisseur de l'hallux.
Son quart inférieur se dévie en dedans pour se positionner dans le même plan que la face médiale.
Dans sa partie moyenne se trouve le trou nourricier principal de la fibula.

#### Bord antérieur
Le bord antérieur est situé entre les faces latérale et médiale. Il est mince et tranchant et se poursuit en bas par le bord antérieur de la malléole latérale.

#### Bord médial
Le bord médial correspond à la crête médiale de la nomenclature TA98.
Il est situé entre la face postérieure et la face postéro-médiale.

#### Bord postérieur
Le bord postérieur (ou bord interne du péroné) est situé entre les faces postérieure et latérale de la fibula.

### Épiphyse distale
L'épiphyse distale est allongée de haut en bas et elle est aplatie transversalement. Elle forme la malléole latérale.
Elle présente deux faces (médiale et latérale), deux bords (antérieur et postérieur) et un sommet.

#### Face médiale
Sa face médiale possède une surface articulaire triangulaire à sommet inférieur encroûtée de cartilage : la facette articulaire de la malléole latérale. Elle s'articule avec le talus.
En bas et en arrière de la facette articulaire, une fossette appelée fosse de la malléole latérale reçoit l'insertion du ligament talo-fibulaire postérieur.

#### Face latérale
Sa face latérale est dans le prolongement de la face latérale de la fibula. Elle est libre de toute insertion et sous-cutanée.

#### Bord antérieur
Le bord antérieur est convexe vers l'avant.
Il donne insertion :
- dans son tiers supérieur au ligament tibio-fibulaire antérieur,
- dans son tiers moyen au ligament talo-fibulaire antérieur,
- dans son tiers inférieur sans atteindre le sommet au ligament calcanéo-fibulaire.

#### Bord postérieur
Le bord postérieur est en forme de gouttière formant le sillon malléolaire de la fibula permettant le passage des tendons des muscles fibulaires.

#### Sommet
Le sommet est arrondi et situé latéralement par rapport à l'axe médian de la fibula. Il est libre de toute insertion.

## Embryologie
La fibula s'ossifie à partir de trois centres, un pour la diaphyse et un pour chaque épiphyse. L'ossification commence dans la diaphyse vers la huitième semaine de la vie fœtale et s'étend vers les extrémités. A la naissance les extrémités sont cartilagineuses.
L'ossification commence à l'extrémité inférieure la deuxième année et à la partie supérieure vers la quatrième année. L'épiphyse inférieure, la première à s'ossifier, s'unit au corps vers la vingtième année. L'épiphyse supérieure rejoint la diaphyse vers la vingt-cinquième année.

## Fonction
La fibula ne porte pas de charge significative. Il s'étend au-delà de l'extrémité inférieure du tibia et forme la partie externe de la cheville assurant la stabilité de cette articulation. Il a des rainures pour certains ligaments pour leur donner un effet de levier et multiplient la force musculaire.

## Insertions musculaires

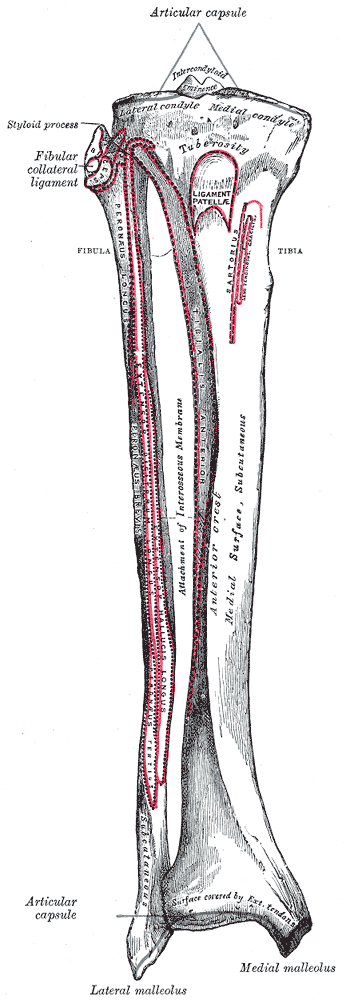
Insertions musculaires de la partie antérieure de la fibula.

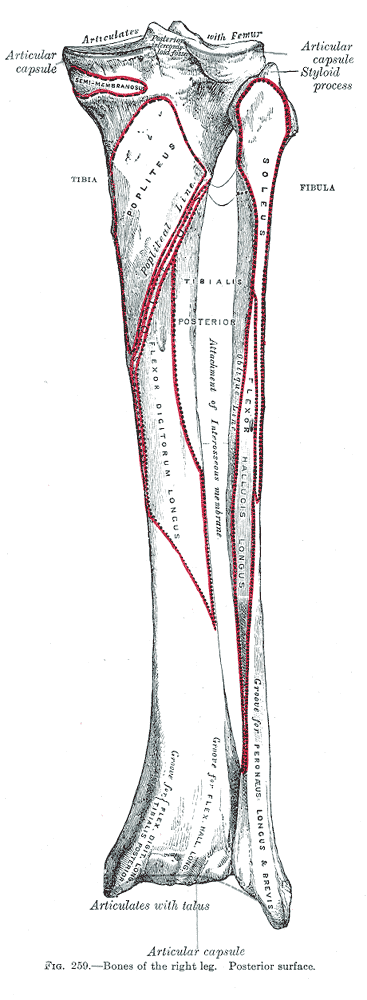
Insertions musculaires de la partie postérieure de la fibula.

| Muscle                              | Direction | Zone d'attache                                   |
| Muscle biceps fémoral               | Insertion | Tête fibulaire                                   |
| Muscle long extenseur de l'hallux   | Origine   | Face médiale de la fibula                        |
| Muscle long extenseur des orteils   | Origine   | Partie proximale de la face médiale de la fibula |
| Muscle troisième fibulaire          | Origine   | Partie distale de la face médiale de la fibula   |
| Muscle long fibulaire               | Origine   | Tête et face latérale du péroné                  |
| Muscle court fibulaire              | Origine   | 2/3 distal du côté latéral du péroné             |
| Muscle soléaire                     | Origine   | 1/3 proximal de la face postérieure du péroné    |
| Muscle tibial postérieur            | Origine   | Partie latérale de la face postérieure du péroné |
| Muscle long fléchisseur de l'hallux | Origine   | Face postérieure du péroné                       |

## Aspect clinique

### Fracture de la fibula
Les fractures les plus fréquentes de la fibula sont les fractures de l'épiphyse distale qui sont considérées comme des fractures de la cheville. Elles sont classées selon la classification de Weber en trois catégories :
- Type A : Fracture de la malléole latérale, distale de la connexion entre les extrémités distales du tibia et de la fibula,
- Type B : Fracture de la fibula au niveau de la connexion tibia-fibula,
- Type C : Fracture du péroné en amont de la connexion tibia-fibula.

Chez les skieurs et les footballeurs, les accidents sportifs où le pied reste fixé au sol avec rotation externe forcée de la cheville peuvent provoquer une fracture de Maisonneuve. C'est une fracture en spirale du tiers proximal de la fibula associée à une déchirure de l'articulation tibio-fibulaire distale et à une fracture de la malléole médiale.
Une contraction brutale du muscle biceps fémoral peut entraîner une fracture-avulsion de la tête du péroné entrainant souvent une blessure au ligament collatéral fibulaire.

### Hémimélie fibulaire
L'hémimélie fibulaire est une malformation congénitale longitudinale des membres caractérisé par l'absence partielle ou complète de la fibula.

## Anatomie comparée
Parce que la fibula porte relativement peu de poids par rapport au tibia, il est généralement plus étroit chez tous les tétrapodes sauf les plus primitifs. Chez de nombreux animaux, il s'articule encore avec la partie postérieure de l'extrémité inférieure du fémur, mais cette caractéristique est souvent perdue (comme chez l'homme).
Chez certains animaux, la réduction du péroné est allée encore plus loin que chez l'homme, avec la perte de l'articulation tarsienne et, dans des cas extrêmes (comme le cheval), une fusion partielle avec le tibia.
Chez les oiseaux actuels, la fibula est une fine baguette osseuse dans le pilon.